# Piaggio P.149
El Piaggio P.149 es un avión utilitario y avión de enlace fabricado en Italia en los años 1950 por Piaggio. La aeronave fue fabricada bajo licencia de producción por Focke-Wulf en la República Federal Alemana como FWP.149D.

## Desarrollo

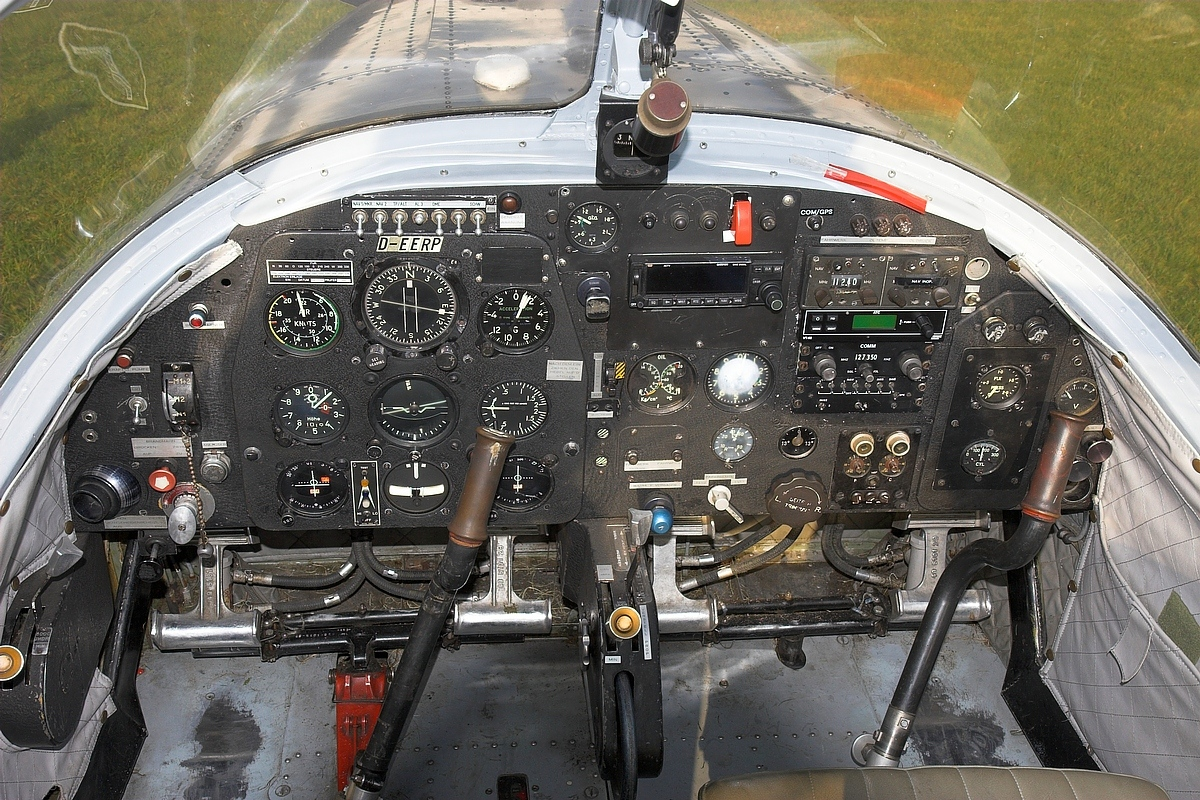
Cabina de un Piaggio P.149.

El P.149 fue desarrollado como una versión cuatriplaza del Piaggio P.148. El P.149 es un monoplano, de ala baja cantilever con capacidad para cuatro ocupante que difería primordialmente del P.148 por incorporar tren de aterrizaje triciclo y retráctil y un motor más potente que en un principio fue el Avco Lycoming GO-435 de 260 cv nominales. El primer vuelo del prototipo tuvo lugar el 19 de junio de 1953. Solo se habían vendido unas pocas unas unidades cuando la Fuerza Aérea de la República Federal de Alemania lo seleccionó como entrenador básico y avión de enlace para la Luftwaffe. Piaggio entregó a partir de mayo de 1957 72 aeronaves P.149D a Alemania, y otras 192 fueron construidas en el país germano bajo licencia por Focke-Wulf como FWP.149D. El primero de ellos fue entregado en noviembre de 1959.

## Usuarios
Alemania
- Fuerza Aérea Alemana: empleados entre 1957 y 1984.

 Austria
- Fuerza Aérea Austriaca

 Israel
- Fuerza Aérea Israelí

 Nigeria
- Fuerza Aérea Nigeriana: 26 ejemplares 149D de la Fuerza Aérea Alemana.

 Suiza
- Swissair

 Tanzania
- Fuerza Aérea Tanzana: 8 ejemplares 149D de la Fuerza Aérea Alemana.

 Uganda
- Fuerza Aérea Ugandesa